# Шато ла Валијер
Шато ла Валијер (фр. Château-la-Vallière) је насељено место у Француској у региону Центар, у департману Ендр и Лоара.
По подацима из 2011. године у општини је живело 1668 становника, а густина насељености је износила 76,03 становника/km².

## Демографија
| 1962. | 1968. | 1975. | 1982. | 1990. | 2011. |
| ----- | ----- | ----- | ----- | ----- | ----- |
| 1.431 | 1.530 | 1.592 | 1.628 | 1.482 | 1.668 |